# Тосичия
Тосичѝя (на италиански: Tossicia, на местен диалект Tussëcië, Тусъчиъ) е село и община в Южна Италия, провинция Терамо, регион Абруцо. Разположено е на 409 m надморска височина. Населението на общината е 1457 души (към 2010 г.).